# Abraxas curvilinearia
Abraxas curvilinearia là một loài bướm đêm trong họ Geometridae.